# 板柳町立板柳小学校
板柳町立板柳小学校（いたやなぎちょうりつ いたやなぎしょうがっこう）は、青森県北津軽郡板柳町大字灰沼にあった公立小学校。

## 概要
- 板柳町灰沼地区に置かれ、板柳町の旧町域を学区としていた。主な進学先は、板柳中学校。

## 沿革
- 1873年（明治6年）7月1日 - 第七大学区第一四中学区七番小学として開校。
- 1874年（明治7年） - 板柳小学に改称。
- 1882年（明治15年）2月 - 板柳字土井233番に校舎新築。
- 1896年（明治19年）
  - 4月 - 板柳尋常小学校に改称。
  - 時期不明 - 2階建校舎増築。
- 1897年（明治20年） - 赤田小学校を併合[1]。
- 1899年（明治32年） - 2階建校舎新築落成。
- 1914年（大正3年）4月 - 自強尋常小学校を併合。
- 1916年（大正5年）7月 - 校旗制定。
- 1927年（昭和2年）11月25日 - 灰沼字岩井61番地に新校舎落成。
- 1928年（昭和3年） - 小幡分教場を設置。
- 1930年（昭和5年）9月 - 校章制定。
- 1933年（昭和8年） - 帽章制定。
- 1941年（昭和16年）4月1日　- 国民学校令により、板柳国民学校に改称。
- 1947年（昭和22年）4月1日 - 新学制施行により、板柳町立板柳小学校に改称。小幡分教場は板柳第二小学校として、高等科は板柳中学校として、それぞれ独立。
- 1953年（昭和28年） - 特殊学級設置。
- 1956年（昭和31年）4月 - 附属幼稚園設置。
- 1958年（昭和33年）11月1日 - 鶴田町立胡桃舘小学校野中分校を本校に併合し、板柳小学校の分校として設置。これは、石野・野中地区が鶴田町から板柳町へ編入されたことによる[2]。
- 1965年（昭和40年）7月 - プール竣工。
- 1970年（昭和45年）3月31日 - 野中分校閉校。
- 1973年（昭和48年）7月1日 - 創立百周年記念式典挙行。
- 1984年（昭和59年）3月31日 - 校舎老朽化と学校再編のため、閉校。

## 学区
- 板柳町中西部と北西部。

## その他
- 校舎跡地は、現在「板柳町多目的ホールあぷる」となっている。

## 参考資料
- 『わが板小』（板柳小学校創立百周年記念誌・1973年11月20日発行）6頁～14頁「百年のあゆみ」（年表）
- 『青森県教育史 別巻』（青森県教育委員会・1973年12月20日発行）795頁～796頁「学校沿革 小学校 板柳小学校」
- 『板柳町史』459頁～462頁「第8章 1教育行政 (3)板柳小学校」
- 『広報いたやなぎ』（板柳町広報誌・昭和57年10月号4～5ページ・昭和59年1月号巻頭ページ・昭和59年4月号10ページ）